# Fußball-Landesliga Schleswig-Holstein 1972/73
Die Landesliga Schleswig-Holstein wurde zur Saison 1972/73 das 26. Mal ausgetragen und bildete bis zur Saison 1973/74 den Unterbau der zweitklassigen Regionalliga Nord. Die beiden erstplatzierten Mannschaften durften an der Aufstiegsrunde zur zweitklassigen Regionalliga Nord teilnehmen, die Mannschaften auf den beiden letzten Plätzen mussten in die Verbandsliga absteigen.

## Vereine
Im Vergleich zur Saison 1971/72 veränderte sich die Zusammensetzung der Liga folgendermaßen: Keine Mannschaft war in die Regionalliga Nord auf-, während auch keine Mannschaft aus Schleswig-Holstein aus der Regionalliga Nord abgestiegen war. Die beiden Absteiger DGF Flensborg und VfL Oldesloe hatten die Landesliga verlassen und wurden durch die beiden Aufsteiger Eutin 08 (Rückkehr nach 20 Jahren) und TuS Gaarden (erstmals in der Landesliga) ersetzt.
| Verein           | Stadt       | Kreis                 | Qualifikation                        |
| ---------------- | ----------- | --------------------- | ------------------------------------ |
| Rendsburger TSV  | Rendsburg   | Rendsburg-Eckernförde | Meister 1971/72                      |
| Schleswig 06     | Schleswig   | Schleswig             | 2. Platz 1971/72                     |
| Eichholzer SV    | Lübeck      |                       | 3. Platz 1971/72                     |
| SC Comet Kiel    | Kiel        |                       | 4. Platz 1971/72                     |
| TSV Schlutup     | Lübeck      |                       | 5. Platz 1971/72                     |
| Büdelsdorfer TSV | Büdelsdorf  | Rendsburg-Eckernförde | 6. Platz 1971/72                     |
| VfB Kiel         | Kiel        |                       | 7. Platz 1971/72                     |
| Flensburg 08     | Flensburg   |                       | 8. Platz 1971/72                     |
| TSV Westerland   | Westerland  | Nordfriesland         | 9. Platz 1971/72                     |
| VfR Neumünster   | Neumünster  |                       | 10. Platz 1971/72                    |
| SV Friedrichsort | Kiel        |                       | 11. Platz 1971/72                    |
| BSC Brunsbüttel  | Brunsbüttel | Dithmarschen          | 12. Platz 1971/72                    |
| MTV Heide        | Heide       | Dithmarschen          | 13. Platz 1971/72                    |
| SC Elmenhorst    | Elmenhorst  | Stormarn              | 14. Platz 1971/72                    |
| TuS Gaarden      | Kiel        |                       | Aufsteiger aus der Verbandsliga Nord |
| Eutin 08         | Eutin       | Ostholstein           | Aufsteiger aus der Verbandsliga Süd  |

## Saisonverlauf
Die Meisterschaft und damit die Teilnahme an der Aufstiegsrunde sicherte sich erstmals Flensburg 08. Als Zweitplatzierter durfte der BSC Brunsbüttel ebenfalls teilnehmen. Beide verpassten den Aufstieg in die Regionalliga Nord. TuS Gaarden musste die Landesliga nach einer Spielzeit wieder verlassen, der SC Elmenhorst nach zwei Spielzeiten.
Der Büdelsdorfer TSV qualifizierte sich als Dritter für die deutsche Amateurmeisterschaft 1973. Dort setzte er sich zunächst gegen BBC Südost und SpVg Frechen 20 durch, schied aber im Halbfinale gegen die Amateurmannschaft des 1. FC Kaiserslautern aus.

### Tabelle
| Pl. | Verein              | Sp. | S  | U  | N  | Tore    | Diff. | Punkte |
| --- | ------------------- | --- | -- | -- | -- | ------- | ----- | ------ |
| 1.  | Flensburg 08        | 30  | 18 | 7  | 5  | 072:400 | +32   | 43:17  |
| 2.  | BSC Brunsbüttel     | 30  | 18 | 7  | 5  | 065:350 | +30   | 43:17  |
| 3.  | Büdelsdorfer TSV    | 30  | 18 | 5  | 7  | 053:280 | +25   | 41:19  |
| 4.  | TSV Schlutup        | 30  | 16 | 5  | 9  | 067:440 | +23   | 37:23  |
| 5.  | Rendsburger TSV (M) | 30  | 12 | 12 | 6  | 069:410 | +28   | 36:24  |
| 6.  | VfB Kiel            | 30  | 12 | 9  | 9  | 052:550 | −3    | 33:27  |
| 7.  | Eutin 08 (N)        | 30  | 12 | 8  | 10 | 061:570 | +4    | 32:28  |
| 8.  | Schleswig 06        | 30  | 13 | 5  | 12 | 062:460 | +16   | 31:29  |
| 9.  | TSV Westerland      | 30  | 12 | 7  | 11 | 052:500 | +2    | 31:29  |
| 10. | SC Comet Kiel       | 30  | 13 | 4  | 13 | 061:550 | +6    | 30:30  |
| 11. | Eichholzer SV       | 30  | 11 | 7  | 12 | 047:420 | +5    | 29:31  |
| 12. | VfR Neumünster      | 30  | 10 | 9  | 11 | 045:510 | −6    | 29:31  |
| 13. | SV Friedrichsort    | 30  | 8  | 8  | 14 | 045:650 | −20   | 24:36  |
| 14. | MTV Heide           | 30  | 7  | 7  | 16 | 053:610 | −8    | 21:39  |
| 15. | TuS Gaarden (N)     | 30  | 5  | 5  | 20 | 042:830 | −41   | 15:45  |
| 16. | SC Elmenhorst       | 30  | 1  | 3  | 26 | 029:122 | −93   | 05:55  |

| (M) | Meister der Landesliga Schleswig-Holstein 1971/72       |
| (A) | Absteiger aus der Regionalliga Nord 1971/72             |
| (N) | Aufsteiger in die Landesliga Schleswig-Holstein 1972/73 |